# Najboljša knjiga
Najboljša knjiga označuje subjektivno oceno vrednosti določene knjige. Natančnega merila za merjenje kakovosti posamezne knjige ni, zato izraz označuje ali določeno nadpovprečno, izjemno lastnost knjige ali skupek takih lastnosti. Lahko gre za literarno, prodajno, bralno, oblikovno ali katero drugo izjemno lastnost.

## Literarna kakovost knjige
Literarno kakovost knjižnega besedila običajno ocenjujejo literarni kritiki, usposobljeni akademiki in drugi, ki se s kakovostjo pisanja poklicno ukvarjajo.
Rezultat takih ocen so lahko seznami najboljših knjig po mnenju strokovnjakov. Knjiga lahko zaradi večkratne uvrstitve na enega ali več takih seznamov dobi pridevnik »klasična«.

## Prodajna kakovost knjige
Knjiga velja za prodajno uspešnico, če število prodanih izvodov določene knjige v določenih kulturno-zgodovinskih okoliščinah pomembno izstopa. Količino vsakega prodanega blaga je mogoče na različne načine zavajajoče prikazati, zato oznako »prodajna uspešnica« nosijo tudi knjige, ki v dejanskem kontekstu to niso. 
Sezname prodajnih uspešnic sestavljajo predvsem založniki.

## Bralna kakovost knjige
Knjiga velja za brano, če število izposojenih izvodov določene knjige v določenih kulturno-zgodovinskih okoliščinah pomembno izstopa. 
Sezname najbolj branih knjig sestavljajo predvsem knjižničarji. Na število izposoje določene knjige vplivajo različni dejavniki, nap. knjiga je določena za obvezno domače branje šolarjev, zato so tudi podatki o najbolj branih knjigah lahko zavajujoči.